# Denis Horgan
Denis Horgan (* 18. Mai 1871 in Fermoyle, County Cork; † 2. Juni 1922 in Crookstown, County Cork) war ein irischer Kugelstoßer.
13-mal wurde er britischer Meister (1893–1899, 1904, 1905, 1908–1910, 1912) und einmal US-Meister (1900).
Bei seiner einzigen Olympiateilnahme gewann er 1908 in London, für das Vereinigte Königreich von Großbritannien und Irland startend, mit 13,62 m die Bronzemedaille hinter dem US-Amerikaner Ralph Rose (14,21 m) und vor dessen Landsmann John Garrels (13,18 m).